# Library Genesis
Library Genesis ou LibGen est un moteur de recherche d'articles et de livres scientifiques qui facilite l'accès aux contenus soumis à un péage. Il diffuse notamment les fichiers PDF du portail Web ScienceDirect d'Elsevier.

## Historique
Library Genesis est fondé vers 2008 en Russie. Colligeant tout d’abord des collections de livres scientifiques russes hébergées en ligne, le site intègre en 2011 la collection majoritairement anglophone du site Library.nu formée de près d’un demi-million de livres. À partir de 2011, le lancement du site Sci-Hub par Alexandra Elbakyan contribue grandement à l’expansion de la collection d’articles scientifiques de Library Genesis.
En 2017, le site aurait servi près de 200 millions de téléchargements aux internautes du monde entier. En novembre 2020, Library Genesis affirme publier plus de 2,8 millions de livres de non-fiction, 84 millions d'articles scientifiques, 2 millions de fichiers de comics, 2,5 millions de livres de fiction et 381 000 magazines.

## Mission
Library Genesis fait la promotion d’un accès libre, gratuit et universel à un savoir académique difficile d’accès pour les individus évoluant en marge des communautés universitaires et remplit le rôle de bibliothèque clandestine. Le site vise avant tout à rendre accessible sa collection aux utilisateurs de pays émergents et généralement défavorisés ainsi qu’aux étudiants dont les universités ne sont pas en mesure de payer les abonnements permettant un accès aux bases de données d’articles scientifiques.
Le projet cherche également à maintenir une collection de qualité. Bien que la plateforme distribue des livres de fiction ainsi que des comics, le site évite la distribution de best-sellers et se concentre sur les textes académiques en rendant disponibles des articles et des livres savants portant sur les sciences humaines et naturelles.

## Acquisition de documents
Deux principaux phénomènes sont à l’origine de la constitution de la collection de Library Genesis : le crowdsourcing et les biblioleaks.
La notion de production participative (ou crowdsourcing) fait partie intégrante du processus de libération de l'information. Dans le cas de Library Genesis, le crowdsourcing se définit par l'enregistrement immédiat dans sa mémoire cache de toute publication d'abord téléchargée via des plateformes alternatives de propagation d'information en libre accès. Par exemple, en téléchargeant sur Sci-Hub un fichier PDF dont le Digital Object Identifier (DOI) est valide, ce même fichier est automatiquement téléversé sur Library Genesis, se greffant ainsi à sa banque d'articles. Ces ajouts générés par le crowdsourcing ne constituent qu'une minorité de la collection se trouvant sur la plateforme. La contribution individuelle des usagers de Library Genesis, quant à elle, n'est pas encouragée.
La croissance de la plateforme est majoritairement due à des additions ponctuelles, mais majeures, causées par des brèches dans les systèmes de péage : c'est le concept des biblioleaks. Des cyberattaques massives et répétées des verrous d'accès payants occasionnent ces "fuites bibliographiques". Lorsqu'elles surviennent, le contenu de bases de données de grands éditeurs scientifiques est libéré. Library Genesis profite de ces fuites importantes en les intégrant à sa propre collection. Parmi les éditeurs renommés les plus affectés par ces biblioleaks figurent Elsevier, mais également John Wiley & Sons, Taylor & Francis, Springer et SAGE Publishing. Le catalogue de Library Genesis est constitué à 82 % de ces biblioleaks pouvant comporter plusieurs dizaines de milliers de publications à la fois.
Le 30 avril 2013, 12 466 342 articles ont été ajoutés à Library Genesis, constituant alors 55 % de sa collection totale. Cette fuite n'est pas la seule répertoriée à ce jour, mais en date de 2015, elle constituait la plus importante de l'histoire de la plateforme.  

## Un modèle ouvert
À la différence des autres plateformes du même type, LibGen propose un modèle d’accès libre qui va au-delà des recherches individuelles faites par les usagers. En donnant accès à l'entièreté de son infrastructure, le site encourage le téléchargement en bloc de son code source et de sa collection à des fins de reproduction. Ce modèle unique rend possible la création de sites miroirs qui sont à même de répondre localement aux besoins des utilisateurs. La prolifération de ces plateformes satellites permet ainsi un accès adapté aux besoins de différentes communautés. Cette ouverture répond également aux désirs de LibGen d'assurer la postérité de la collection mère et de réduire sa visibilité en multipliant les points d'accès. L'approche permet finalement aux administrateurs du site de se concentrer sur la bonification de la collection et de réduire les possibilités de recours légaux en maintenant un contact moins direct avec le public.

## Poursuites judiciaires
En 2015, la société Elsevier engage une poursuite judiciaire contre Library Genesis, l'accusant de fournir un accès illégal à des contenus protégés par copyright. Cependant, Library Genesis serait à la fois enregistrée en Russie et aux Pays-Bas, ce qui ne permet pas d'établir quel régime judiciaire s'applique, ; le défendeur n'a d'ailleurs pas indiqué son intention de se faire représenter devant une cour américaine. Plusieurs fournisseurs d'accès à Internet (FAI) britanniques bloquent l'accès au moteur de recherche, mais leur filtre utilise le Domain Name System (DNS) (un service de traduction de noms de domaine en adresses IP) et les internautes peuvent contourner cette restriction. Fin octobre 2015, une district court américaine a ordonné à Library Genesis de suspendre son service et d'abandonner l'un de ses noms de domaine (libgen.org), mais le site peut être consulté autrement ,. 
Le 7 mars 2019, le tribunal de grande instance de Paris ordonne aux principaux FAI français d’en bloquer l'accès.  
Le 21 décembre 2020 en Inde, Elsevier, Wiley et American Chemical Society intentent une poursuite judiciaire contre LibGen devant la High Court de Delhi (en) ; les trois exigent que le site soit bloqué sur le territoire indien. Même s'ils ont déposé un document de 2 169 pages pour faire valoir leur plainte, ils ne proposent aucune nouvelle théorie légale et préfèrent s'appuyer sur ce qui existe déjà.